# Bahía Shark
La bahía Shark es una gran bahía de la costa índica de Australia que fue declarada Patrimonio de la Humanidad por la Unesco en el año 1991. Se sitúa en la región de Gascoyne, en el estado de Australia Occidental. Su localización, a más de 800 kilómetros al norte de Perth, se trata del punto más occidental de Australia. Fue bautizada por William Dampier, uno de los primeros europeos que visitó Australia, en julio de 1699. La bahía Shark fue el primer territorio australiano pisado por europeos, honor que correspondió a Dirk Hartog en 1616. La lengua occidental de la bahía es llamada Denham Sound.
La denominación de «bahía Shark» puede referirse a:
- la propia bahía, junto con sus penínsulas y sus numerosas islas;
- el homónimo condado de Bahía Shark;
- el ámbito de la bahía Shark declarada Patrimonio de la Humanidad;
- el Parque Marino de Bahía Shark.

El área está habitada por una población de menos de 1000 personas y comprende un litoral de más de 1500 km. Una media docena de pequeñas comunidades, que forman esta población, ocupan menos del 1% del área total.

## Patrimonio de la Humanidad
La propia bahía cubre un área de 10 000 km², con una profundidad media de 10 metros. Está dividida por bancos superficiales y tiene muchas penínsulas e islas. El litoral tiene más de 1500 km de longitud. Está localizado en la zona de transición entre las tres mayores regiones climáticas y entre las dos mayores zonas botánicas. La isla Dirk Hartog es de mayor importancia histórica debido a que los primeros exploradores desembarcaron en ella.
Shark Bay es un área de gran importancia zoológica. Es hogar de unos 10 000 dugongos (vacas marinas) y hay muchos delfines, particularmente en Monkey Mia. El área alberga 26 especies amenazadas de mamíferos australianos, más de 230 especies de aves y cerca de 150 especies de reptiles. Es una importante tierra para la reproducción y la cría de peces, crustáceos y cnidarios. Hay 323 especies de peces, con muchos tiburones y rayas. 
Algunos delfines de nariz de botella en bahía Shark muestran el único caso conocido de utilización de herramientas en mamíferos marinos (aparte de las nutrias marinas): protegen su pico con una esponja mientras busca comida en el fondo arenoso del mar. Aparentemente, las madres enseñan a sus crías a hacer esto.
La bahía Shark tiene el mayor área conocida de praderas marinas, que cubre más de 4000 km² de la bahía. Incluye el Wooramel Seagrass Bank de 1030 km², el banco de hierba marina más grande del mundo. La bahía Shark también tiene el mayor número de especies de hierba marina registrado en un mismo lugar; se han encontrado doce especies, con más de nueve conviviendo conjuntamente en algunos sitios.
En Hamelin Pool, al sur de la bahía, las cianobacterias forman algunos de los ejemplos más diversos y abundantes de estromatolitos activos del mundo.
La bahía Shark fue reconocida como un lugar Patrimonio de la Humanidad en 1991. El lugar cubre un área de 23 000 km². Incluye muchas zonas protegidas y reservas de conservación, como el Parque Marino de Bahía Shark, Parque Nacional Francois Peron, Reserva Marina Natural de Hamelin Pool, Reserva Natural Zuytdorp y numerosas islas protegidas. Denham y Useless Loop se encuentran dentro de los límites del lugar pero han sido excluidos específicamente de él. La bahía Shark fue la primera en ser clasificada en la lista australiana de lugares Patrimonio de la Humanidad.